# Висше училище по индустриална физика и химия
Висшето училище по индустриална физика и химия на град Париж (на френски: École supérieure de physique et de chimie industrielles de la ville de Paris, (ESPCI Paris)) е престижно френско висше училище, основано в 1882 година в град Париж. Много от завършилите Висшето училище са видни учени и носители на редица международни награди, включително нобелови лауреати.
То първото френско инженерно училище в класацията на Шанхай за 2017 г.
Училището е член на Паритек (ParisTech) – обединение на 10 известни учебни заведения (Гранд Екол), покриващи различни области на науката, техниката и мениджмънта.

## Известни възпитаници
- Пиер Кюри и Мария Кюри
- Фредерик Жолио-Кюри, френски физик, Нобелов лауреат по химия
- Ирен Жолио-Кюри
- Пиер-Жил дьо Жен
- Жорж Шарпак[1][3]